# Polli Munaploom
Polli Munaploom es una variedad cultivar de ciruelo (Prunus domestica), de las denominadas ciruelas europeas.
Una variedad de ciruela criada en 1946 en el Centro de Investigación Polli Garden, Tartu, como cruce de 'Liivi Kollane Munaploom' x 'Duke of Edinburgh'. Las frutas de tamaño grande de forma ovalada, su epidermis con un color principal rosa amarillento, que tiene parches rojos, y pulpa de color amarillo verdoso, agridulce, de buen o muy buen sabor. Buena resistencia al invierno en Estonia.

## Sinonimia
- "Ciruela de huevo de Polli".

## Historia
'Polli Munaploom' variedad de ciruela europea que fue obtenida en 1946 por el investigador Julius Eslon en el Centro de Investigación Hortícola Polli, dependiente del "Departamento de Ciencias de la Vida" de la Universidad de Tartu, siendo el resultado del cruce efectuado de 'Liivi Kollane Munaploom' como "Parental Madre" x  polen de 'Duke of Edinburgh' como "Parental Padre".
Entre las plantas cultivadas la variedad candidata seleccionada se llamó 'Polli Munaploom'-('Ciruela de huevo de Polli'), que ya en 1957 se incluyó como la variedad más prometedora en el surtido recomendado por Estonia y en 1960 se formalizó a nivel nacional en la comparación de variedades (plantada un año después). En 1967 se recomendó el 'Polli Munaploom' para que se cultivara ampliamente en Estonia. Pero a partir de 1990 se limitó al huerto familiar por características no deseadas en su comercialización. El creador de la variedad y de la institución Polli recibió el premio de reconocimiento más alto en Moscú - certificado de autor No. 1290 (15.01.1971).
'Polli Munaploom' tiene el fruto más grande y la ciruela más bella y sabrosa que se había cultivado hasta ese momento en Estonia. Desafortunadamente, no se le pudo dar un buen uso, pues no aguanta el transporte desde los cultivos a los puntos de venta, por lo que a partir de 2005 fue excluido del surtido recomendado. Más tarde se han criado las ciruelas 'Radiolus' y 'Suur Tõll' que si aguantan el transporte y son más grandes.
Se encuentra cultivada en la colección de germoplasma de plantas vivas del Centro de Investigación Hortícola Polli, dependiente del "Departamento de Ciencias de la Vida" de la Universidad de Tartu, desde el año 2001.

## Características
'Polli Munaploom' es un árbol de porte erguido, semi robusto, es de mediana altura, con copa estrecha y erguida. En cuanto a resistencia al invierno, pertenece a las variedades más resistentes, es el más duro con las heladas en Estonia, por ejemplo en 1978/1979, muchos árboles todavía fueron destruidos en la Estonia continental. Según las observaciones de E. Pärtel en Polli (1962-1979), los daños causados por el tizón de las hojas de 'Polli Munaploom' medio, mientras que el de la enfermedad de hoja de plata es medio o fuerte. Cualquiera que quiera cultivar 'Polli Munaploom' en el jardín de su casa debería plantarla junto a las variedades 'Märjamaa' o 'Kihelkonna' como polinizadores, pues entonces puedes esperar una cosecha decente.
'Polli Munaploom' tiene una talla de tamaño más grande que la media (35-50 g), la forma es ovalada, color principal rosa amarillento, que tiene parches rojos, la sutura se puede ver como una línea, con manchas y puntos rojo a violeta más grandes o más pequeños, con pruina; pedúnculo de longitud mediano, fuerte, con una longitud promedio de 11.05 mm; pulpa de color amarillo, agridulce, de buen sabor anotado como mayoritariamente mejor que el de cualquier otro en otra variedad. Durante 13 años de análisis realizados por el laboratorio químico de Polli fue de 9,3% de azúcares y 9,3% de ácidos. 1,54% y vitamina C 8m% (Jaama, A. y E., 1990).
Hueso no adherente, grande, alargado, asimétrico, con el surco dorsal muy ancho y profundo, los laterales más superficiales, zona ventral poco sobresaliente, superficie rugosa.
Su tiempo de recogida de cosecha en la primera quincena de septiembre.

## Usos
Se usa comúnmente como postre fresco de mesa buena ciruela de postre de fines de verano. Bueno para secar y hacer purés. Las frutas son demasiado grandes para hacer compota, aunque pertenece a las mejores variedades.